# AgustaWestland
AgustaWestland S.p.A è stata una società controllata da Finmeccanica S.p.a. che ne possedeva l'intera proprietà. Attiva nella progettazione, realizzazione e costruzione di elicotteri.

## Storia
Azienda multinazionale italo-britannica, AgustaWestland è nata nel luglio 2000 quando Finmeccanica e GKN hanno fuso le rispettive controllate specializzate nella produzione di elicotteri (Agusta e GKN-Westland Helicopters) per formare AgustaWestland della quale ognuna possedeva il 50% delle azioni. In seguito Finmeccanica ha rilevato la parte di GKN nel 2004 per 1,06 miliardi di sterline. Dal 1º gennaio 2016 le attività di AgustaWestland sono confluite nel settore elicotteri di Finmeccanica, successivamente divenuta la divisione elicotteri di Leonardo.
All'inizio del 2010, l'AgustaWestland ha acquisito il costruttore polacco di elicotteri PZL-Świdnik.
Nel settembre 2012, AgustaWestland e Northrop Grumman hanno annunciato la firma di un accordo di partnership per partecipare unite al concorso per la fornitura dell'elicottero Combat Rescue per l'U.S. Air Force e per il nuovo elicottero presidenziale statunitense, Marine One della U.S. Navy.
Nel marzo 2013, AgustaWestland ha annunciato il suo Project Zero, un dimostratore tecnologico di convertiplano a propulsione ibrida. Il dimostratore a pilotaggio remoto ha effettuato il primo volo vincolato nel giugno 2011 presso lo stabilimento di Cascina Costa in provincia di Varese. Secondo la società, l'aeromobile "Non è dotato di impianti idraulici, non brucia combustibili fossili ed è a emissioni zero”.

## Controversie
In alcune parti di elicotteri si è trovato amianto. Questo dettaglio è emerso soprattutto in fase di manutenzione. Solo dopo l'avvio delle indagini di polizia l'azienda avrebbe diffuso un elenco delle parti contaminate.

## Sedi
- Cascina Costa (provincia di Varese)
- Sesto Calende (provincia di Varese)
- Vergiate (provincia di Varese)
- Lonate Pozzolo (provincia di Varese)
- Tessèra (provincia di Venezia)
- Bresso (provincia di Milano)
- Brindisi
- Frosinone
- Anagni (provincia di Frosinone)
- Benevento
- Świdnik
- Yeovil (Somerset)
- Filadelfia (Pennsylvania), sede della AgustaWestland Philadelphia Corporation, una società controllata che opera come unità di produzione con 100 addetti nel 2005 e 560 nel 2013.[1]

## Prodotti
- Agusta A129 Mangusta
  - TAI/AgustaWestland T-129
- AgustaWestland EH101/AW101
  - AgustaWestland CH-149 Cormorant
  - Lockheed Martin VH-71 Kestrel (variante VIP dell'EH101 per l'United States Marine Corps Marine One  prodotto in partnership con Lockheed Martin e Bell Helicopter e poi cancellata)
- AgustaWestland AW109[8]
- AgustaWestland AW119[1]
- AgustaWestland AW139[1] (in origine un progetto della joint venture Bell/Agusta Aerospace Company, attualmente posseduta al 100% da AgustaWestland. In precedenza designato con il nome AB139)
- AgustaWestland AW149
- AgustaWestland AW169[1]
- AgustaWestland AW189
- AgustaWestland AW609 (in origine un progetto della Bell/Agusta Aerospace Company, ora al 100% della AgustaWestland, con la Bell Helicopter che continua a partecipare per la progettazione di alcune componenti e per la certificazione; in precedenza designato BA609)
- Westland Lynx
  - AgustaWestland AW159
- NHI NH90 (prodotto dalla NHIndustries, una joint venture tra Eurocopter (62.5%), AgustaWestland (32%) e Fokker (5.5%))
- Prodotti PZL Świdnik:
  - PZL W-3 Sokół
  - PZL SW-4
- Prodotti su licenza:
  - Agusta-Bell AB412
  - Agusta-Bell AB 212 ASW
  - AgustaWestland Apache versione del Boeing AH-64 Apache (67 costruiti per il British Army). La produzione fu avviata dalla GKN-Westland.

Ch47

## Galleria d'immagini

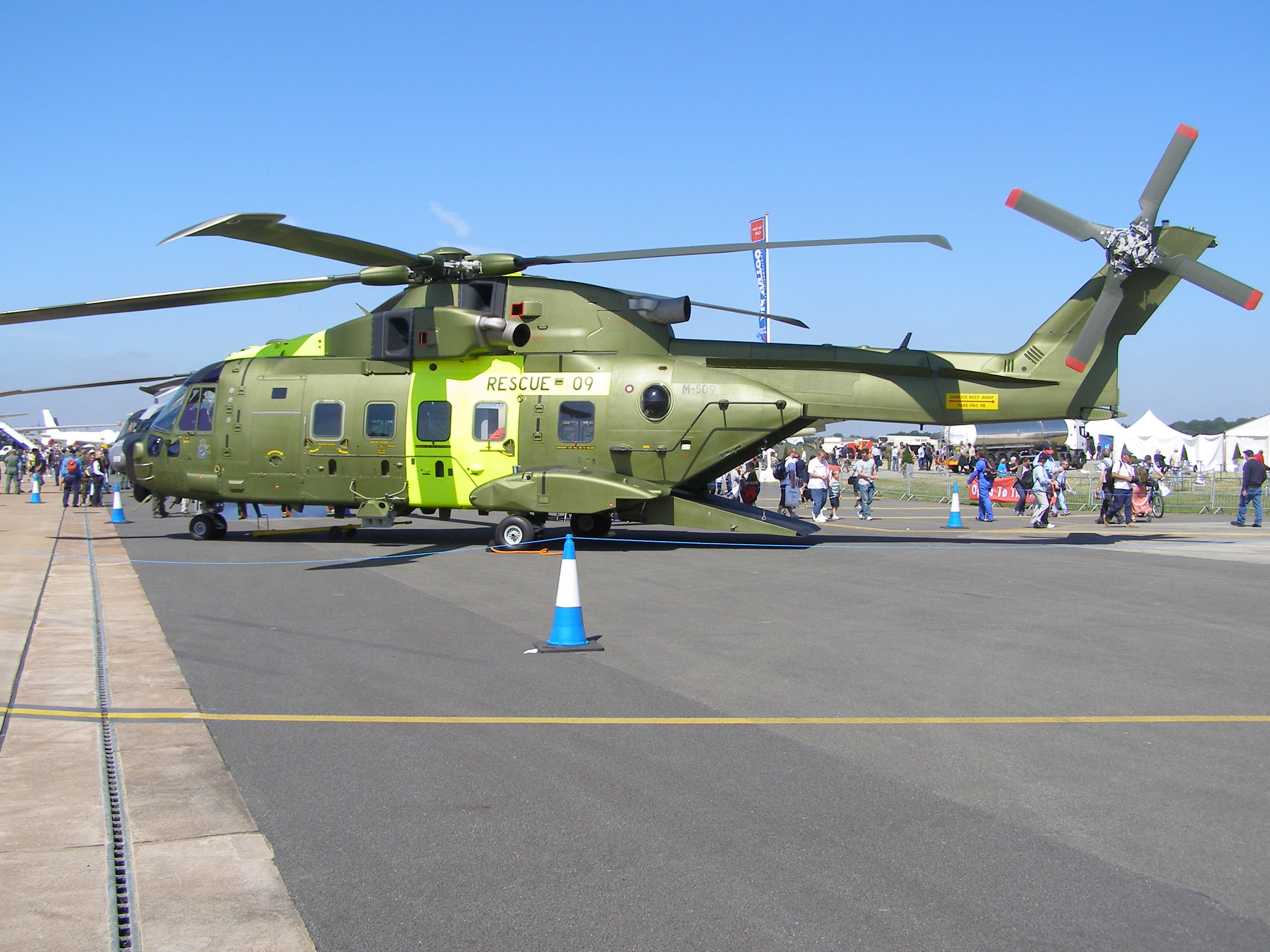
AW101
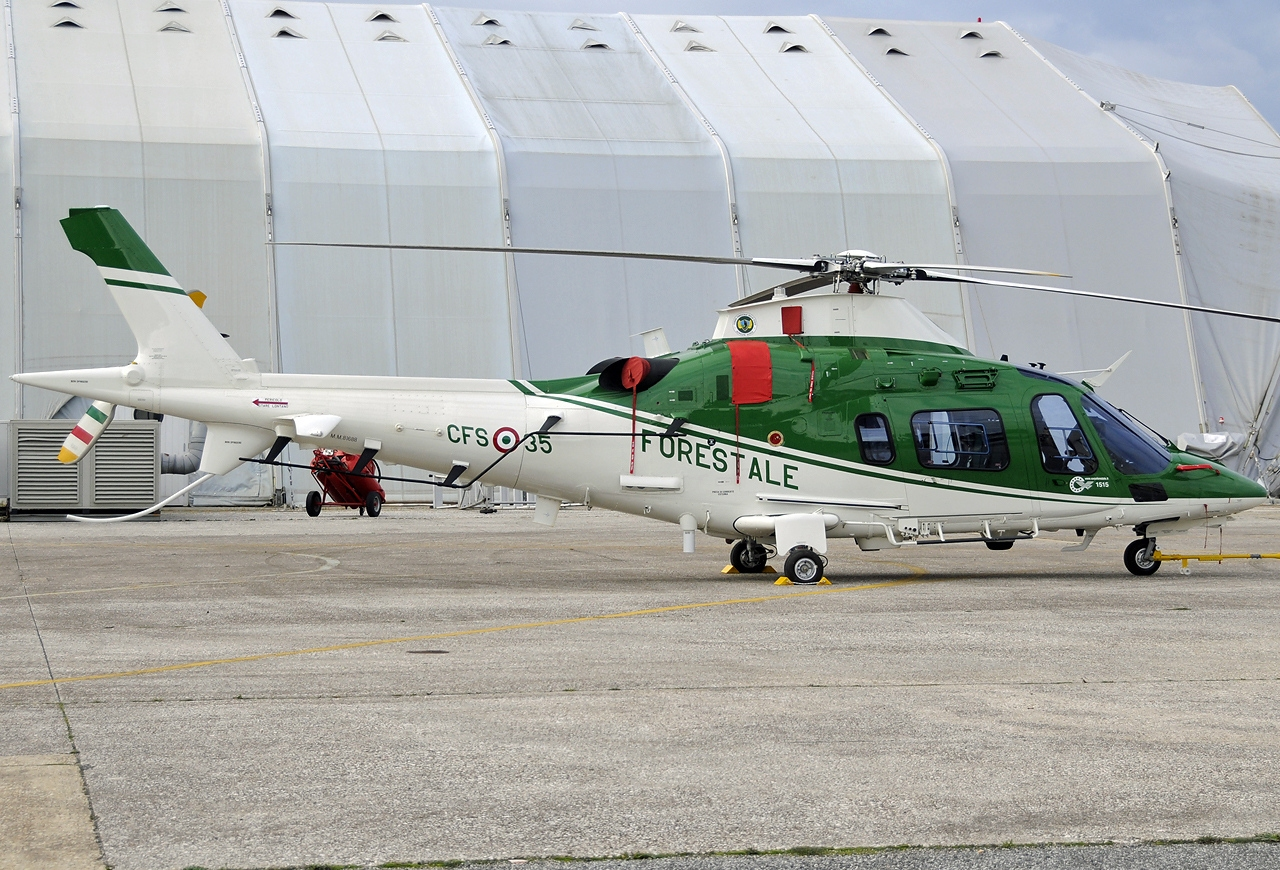
AW109N
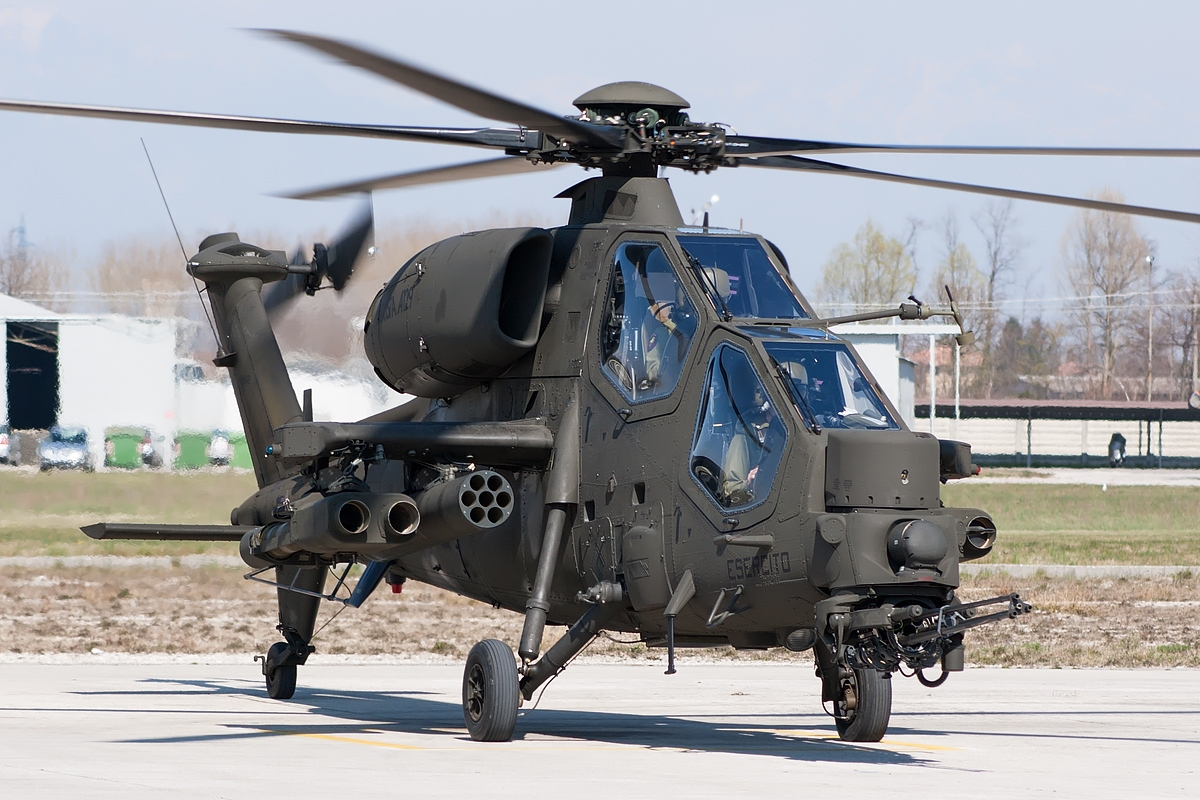
A-129C Mangusta
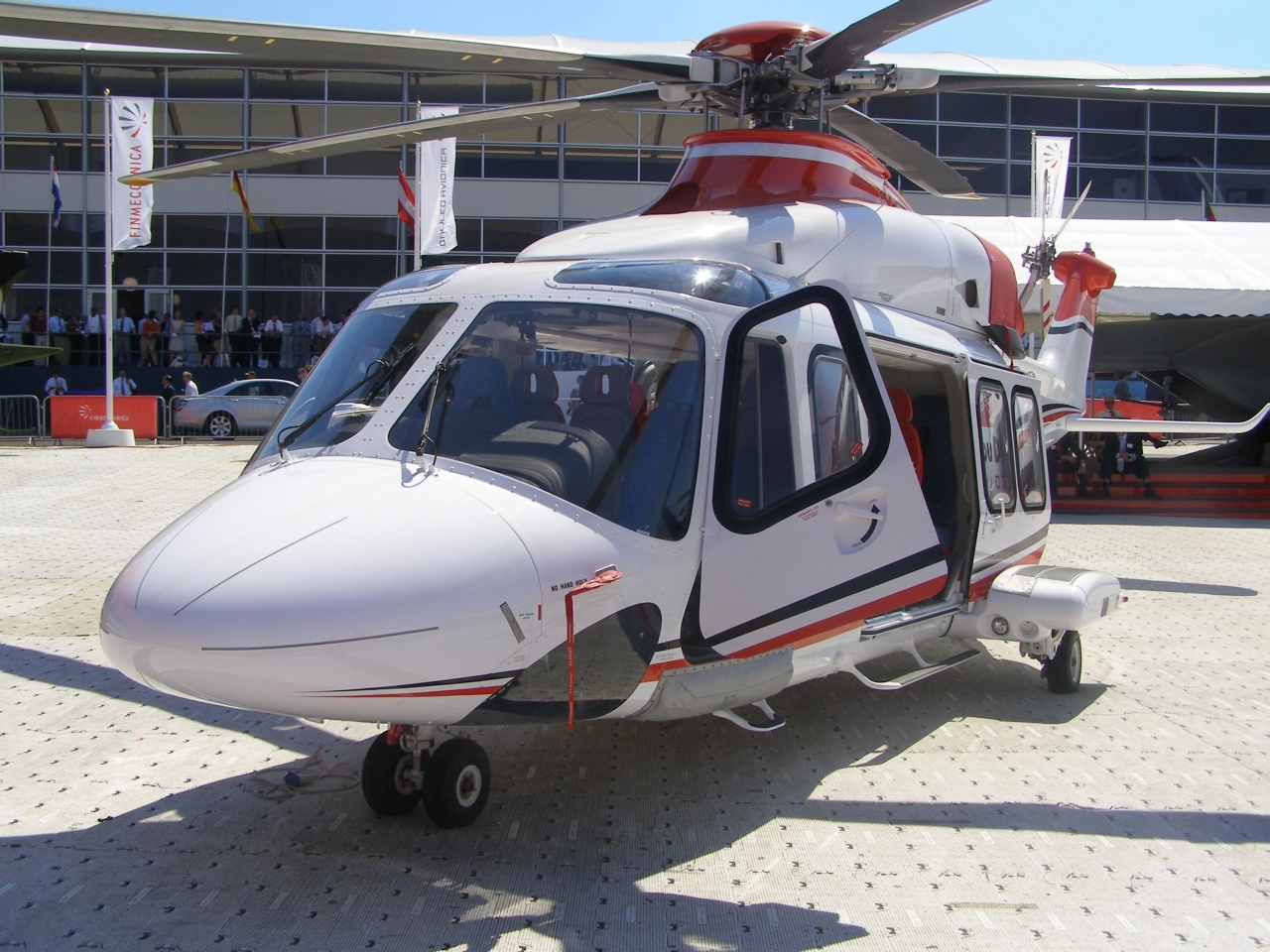
AW139
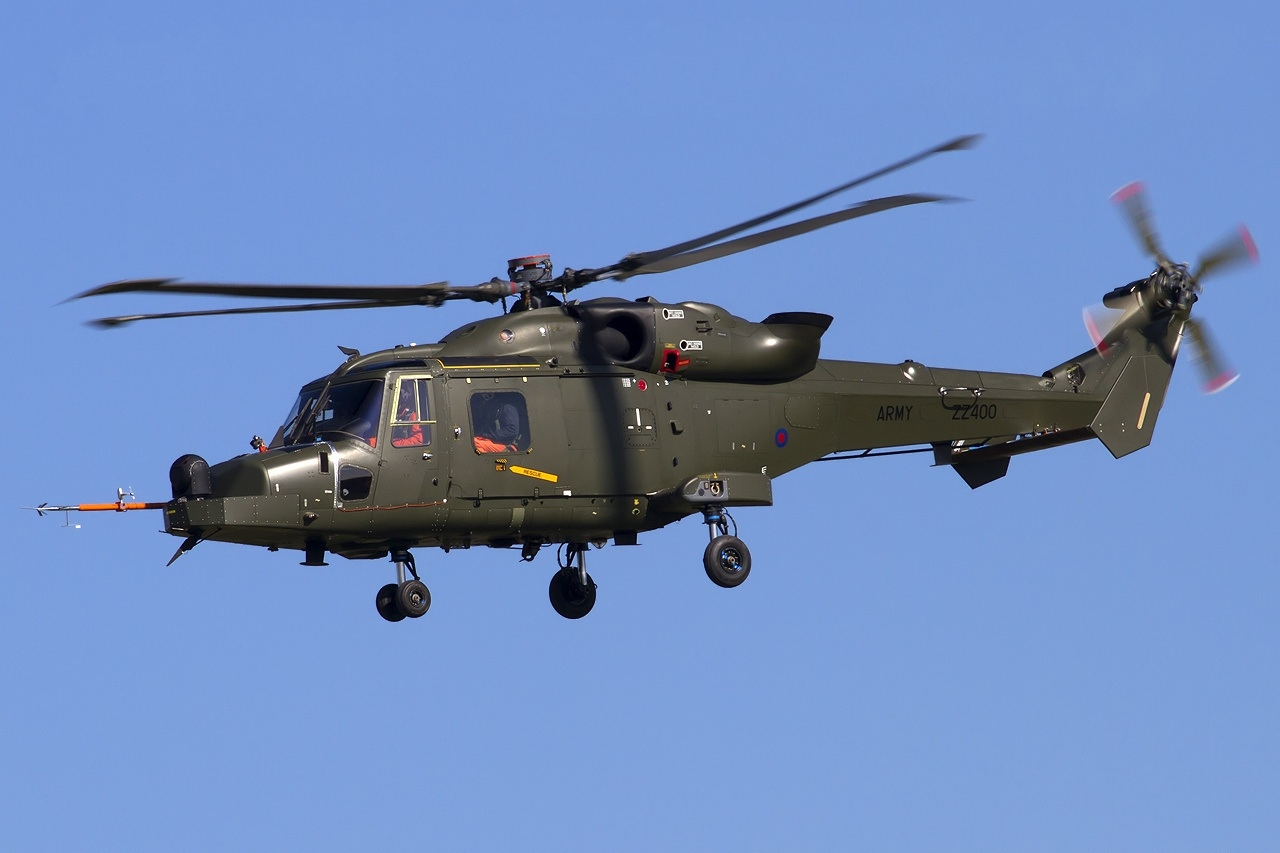
AW159 Lynx Wildcat
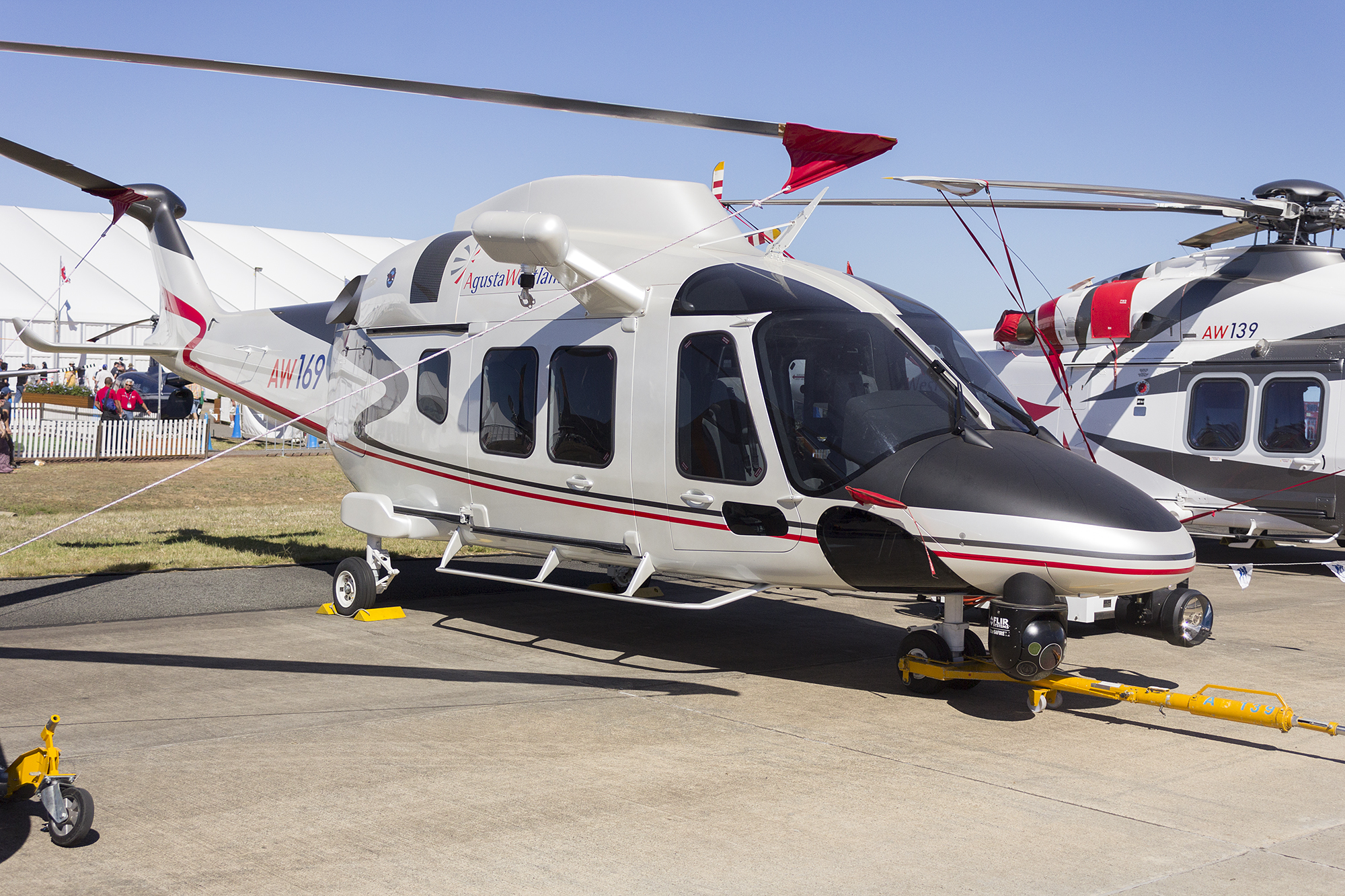
AW169
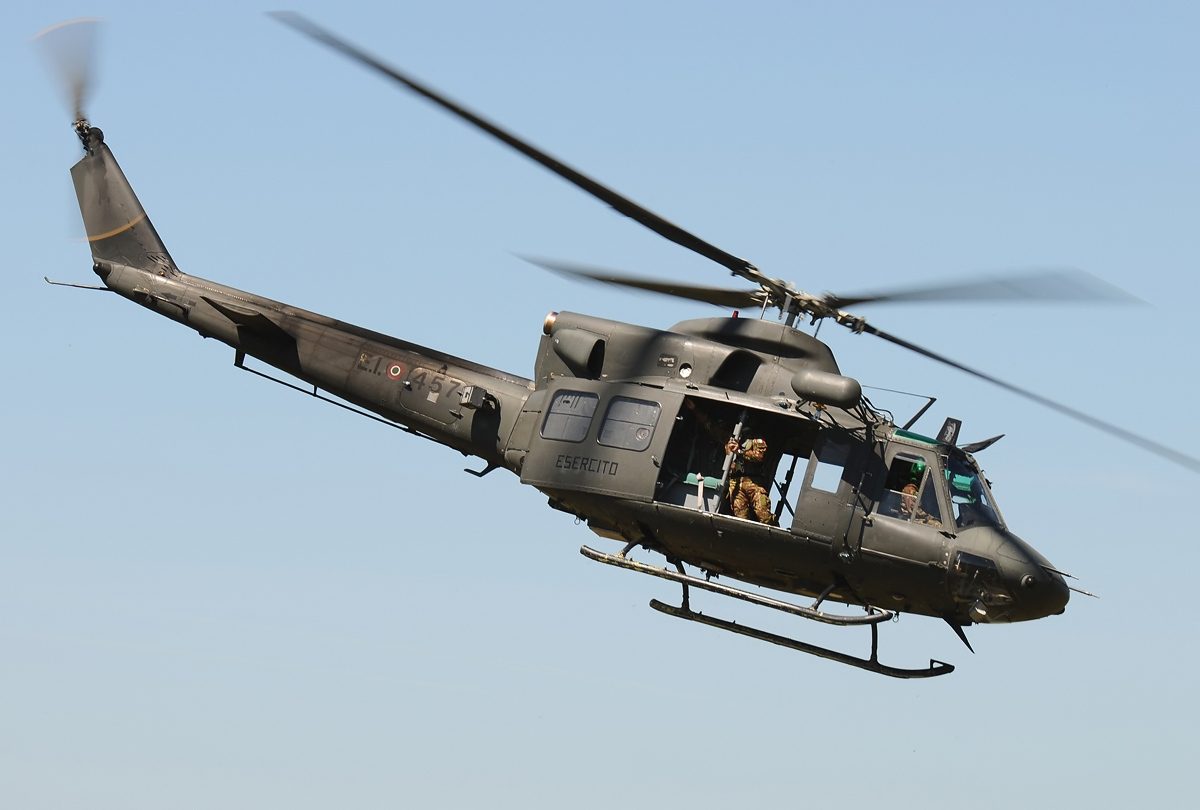
Agusta Bell AB412
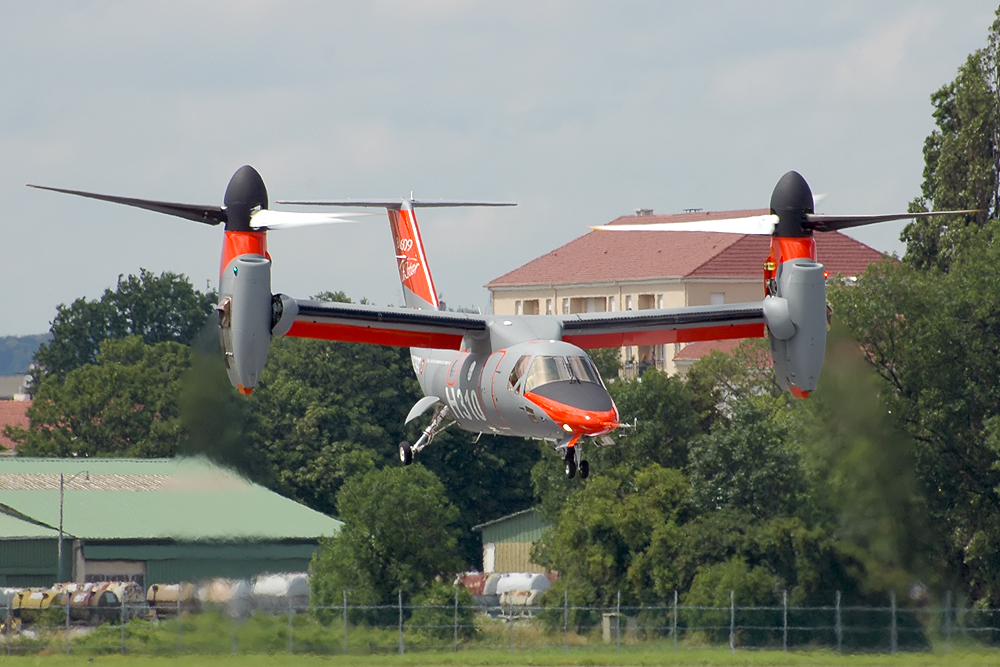
BA609
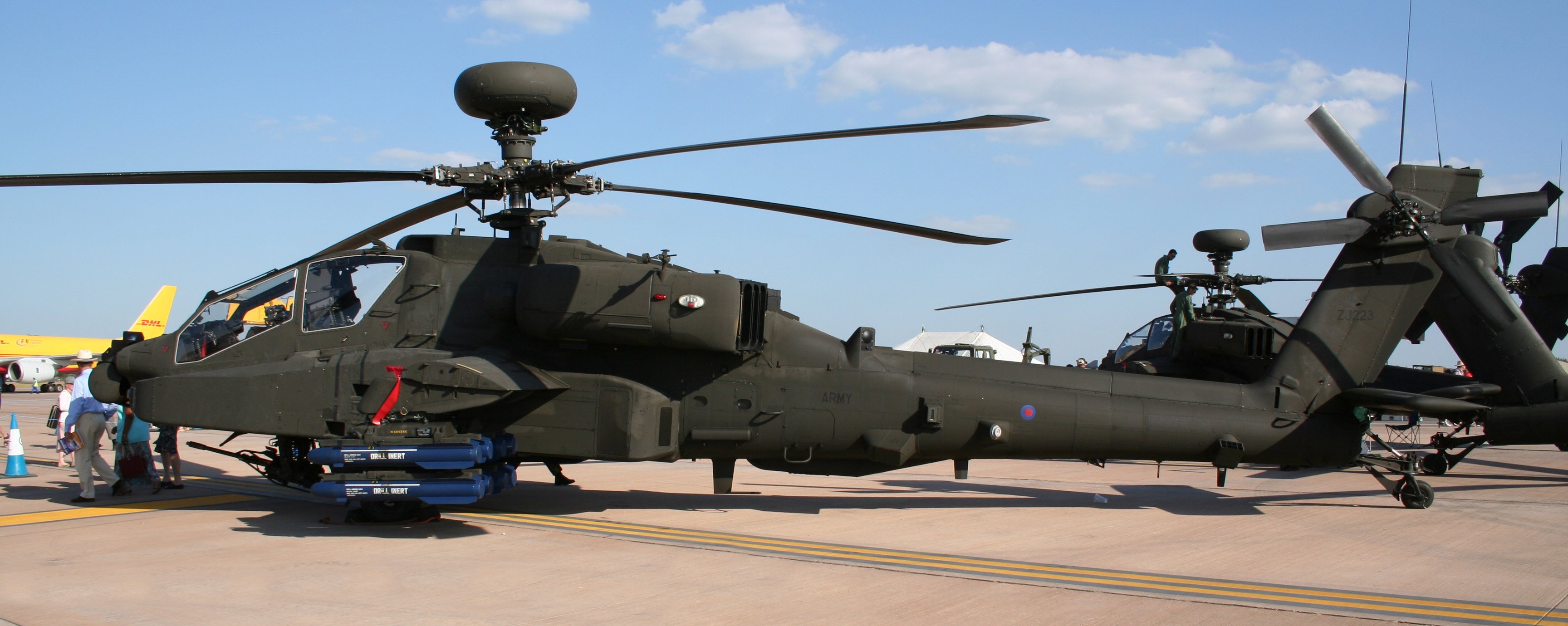
WAH-64 Apache